# Светски океан
Светски океан, светско море или глобални океан међусобно је повезани систем океанских вода Земље који састоји се од већег дела хидросфере и који обухвата 361.132.000 km2 (139.434.000 sq mi) (70,8%) површине Земље, са укупном запремином од 1.332.000.000 km3 (320.000.000 cu mi).

## Подела

### Тихи океан
Највећи површину светског океана заузима Тихи океан (Пацифик или Велики океан). Он захвата 50% укупне површине светског океана и нешто више од половине његове запремине. Простире се од источних обала Азије, Малајског архипелага и Аустралије до западних обала Америка. Због кретања литосферних плоча, на дну Тихог океана јављају се дубоки ровови или бразде, посебно уз обале Азије. Уједно је и најдубљи океан светског мора.
Највеће дубине Тихог океана измерене су у дубоким рововима, од којих пет имају дубину већу од 10 000 m (Маријански ров, Тонга, Курилски, Јапански и Филипински ров). Највећа дубина измерена је у Маријанском рову и износи 11 034 m.

### Атлантски океан
Између континената Старог света, Европе и Африке на истоку и Новог света на западу, налази се други океан по површини, Атлантски океан, који обухвата 26% укупне површине светског океана. Пружа се правцем север-југ у облику слова S. Дуж средишње осе, на његовом дну, налази се подводно узвишење, настало померањем литосферних плоча.

### Индијски океан
Индијски океан обухвата 20% површине светског океана. Његове границе су: Африка на западу, Азија на северу (Индија), Малајски архипелаг и Аустралија на истоку и Антарктик на југу.

### Северни ледени океан
Северни ледени океан је најмањи океан по површини, заузима простор око Северног пола, односно 4% укупне површине светског океана. Ограничен је северним обалама Европе, Азије и Северне Америке.

### Јужни океан
Према неким поделама издваја се и пети Јужни океан, који обухвата најјужније делове Тихог, Атлантског и Индијског океана.